# Civitaquana
Civitaquana är en ort och kommun i provinsen Pescara i regionen Abruzzo i Italien. Kommunen hade 1 231 invånare (2018).